# Карбулька Йосип Йосипович
Йозеф Карбулька (Йосиф Йосифович Карбулька) (нар. 23 липня 1866, Прага, Австрійська імперія — пом. 14 лютого 1920, Миколаїв, Херсонська губернія, Українська РСР, СРСР) — український музикант, композитор, скрипаль, диригент, педагог чеського походження

## Життєпис
Йозеф Карбулька народився 23 липня 1866 року в чеській столиці Празі, що на той час входила до складу Австрійської імперії. Там же він провів дитинство і юність. Займатися музикою почав з шести років, а в десять вперше виступив з оркестром, яким керував його батько. Чотирнадцятирічним Карбулька був прийнятий до Празької консерваторії (клас Антона Бенневіца). 1885 року відмінно закінчив консерваторію, отримавши диплом «чудового соліста і оркестранта». Після цього протягом року служив в армії капельмейстером, а наступного року був запрошений солістом і концертмейстером оркестру в Італію. Його концерти з успіхом проходили у Мілані, Флоренції, Неаполі, Венеції та інших містах. З 1892 року викладав гру на скрипці в Музичній академії Загреба, а з 1893 став придворним солістом чорногорського князя Ніколи I Петровича, майбутнього короля Чорногорії.
1895 року Йозеф Карбулька приймає пропозицію приїхати на роботу до музичного училища Одеського відділення Імператорського російського музичного товариства (РМТ). Завдяки зокрема його діяльності починається становлення Одеської скрипкової школи наприкінці XIX століття, коли Йозеф Карбулька разом з двома іншими чеськими скрипалями Йозефом Перманом, Франтішеком Ступкою, заклали міцні основи скрипкової педагогіки міста. Одеське музичне училище за класом Йозефа Карбульки зокрема закінчив видатний український музичний педагог і скрипаль Петро Соломонович Столярський.
1903 року Карбулька переїжджає до Миколаєва, де стає старшим викладачем музичного училища Миколаївського відділення Імператорського російського музичного товариства. Тут він очолив квартет відділення РМТ, взяв участь у тріо педагогів музичного училища і продовжив активну діяльність соліста-скрипаля, камерного ансамбліста і диригента. Під керівництвом Йозефа Карбульки значно поліпшив свою роботу камерний оркестр училища. Також він створив різні ансамблі та унісони скрипалів від початківців до старшокурсників та випускників.
З 1907 року Йозеф Карбулька очолив Миколаївське музичне училище. З цього періоду концертна та просвітницька діяльність навчального закладу значно розширилися. Він заснував в училищі класи віолончелі, дерев'яних духових інструментів, провів реформу класу сольного співу. Також йому вдалося зробити навчання в училищі безкоштовним.
У Миколаєві Карбулька був потоваришував з українським композитором Миколою Миколайовичем Аркасом і часто був одним з перших слухачів, та іноді виконавцем деяких його творів. Дочка Аркаса, Оксана Шестерікова-Аркас була хорошою співачкою-аматоркою та часто брала участь у концертах квартету Миколаївського відділення російського музичного товариства. Концерти квартету знайомили публіку з творами російських, українських і чеських композиторів. Музиканти часто виконували музику Аркаса: арії з опери «Катерина», романси, українські народні пісні в авторському перекладенні для солістки та квартету. Микола Аркас часто бував на концертах в музичному училищі.
Після Жовтневого перевороту Йозеф Карбулька залишився на посту директора і педагога Миколаївського музичного училища. Він організовував лекції-концерти і концертні бригади, які ознайомлювали з музичним мистецтвом багатолюдні аудиторії робітників, солдатів і матросів.
Помер Йосип Йосипович Карбулька 14 лютого 1920 року. Похований в Миколаєві, але могила не збереглася.

## Твори
Карбульці-композитору належать 2 концерти, «Словацька рапсодія» та «Романс» для скрипки з оркестром, «Гавот», «Безперервний рух», «Листок з альбому» для скрипки соло та інші твори.